# André Hardy va dans le monde
Série Andy Hardy
André Hardy détective (1939) La Secrétaire privée d'André Hardy (1941)
Pour plus de détails, voir Fiche technique et Distribution.
André Hardy va dans le monde (Andy Hardy Meets Debutante) est un  film américain en noir et blanc de George B. Seitz, sorti en 1940.
Il s’agit du neuvième des seize volets que compte la série de films mettant en scène le personnage d'Andy Hardy, interprété par Mickey Rooney depuis 1937.

## Synopsis
André Hardy, le fils du juge de la petite ville de Carvel, est un fan énamouré de la vedette de cinéma Daphné Fowler. Lorsque ses copains découvrent son secret, André affirme qu’il connaît très bien la star et qu’il pourra le prouver avec une photo qui les montrera ensemble. En visite à New York chez des amis de ses parents, André parvient à rencontrer la vedette qui l’éconduit comme elle le fait pour tous ses admirateurs. Intervient alors Betsy, la fille de ses hôtes qui lui assure que Daphné est une de ses amies. Betsy organise une rencontre, et André obtient la fameuse photo qui lui permettra de rentrer à Carvel la tête haute.

## Fiche technique
- Titre français : André Hardy va dans le monde
- Titre original : Andy Hardy Meets Debutante
- Réalisation : George B. Seitz
- Scénario : Thomas Seller et Annalee Whitmore d'après une histoire de Carey Wilson (non crédité), et les personnages créés par Aurania Rouverol
- Production : J.J. Cohn
- Société de production : Metro-Goldwyn-Mayer
- Musique : David Snell
- Directeur Photo : Charles Lawton Jr. et Sidney Wagner
- Montage : Harold F. Kress
- Direction artistique : Cedric Gibbons
- Décorateur de plateau : Edwin B. Willis
- Costumes : Dolly Tree
- Pays d'origine : États-Unis
- Genre : Comédie familiale
- Format : Noir et blanc - 1,37:1 - son : Mono  (Western Electric Sound System)
- Durée : 88 minutes
- Dates de sortie : 
  - États-Unis : 5 juillet 1940
  - France 2 mai 1945

## Distribution
- Mickey Rooney : André Hardy (Andrew 'Andy' Hardy, en VO)
- Lewis Stone : le juge Hardy
- Judy Garland : Betsy Booth
- Cecilia Parker : Marian Hardy
- Fay Holden : Mme Emily Hardy
- Ann Rutherford : Polly Benedict
- Diana Lewis : Daphne Fowler
- George P. Breakston : F. Baker 'Beezy' Anderson
- Sara Haden : tante Milly Forrest
- Addison Richards : George Benedict
- George Lessey : Underwood, un avocat
- Cy Kendall : M. Carrillo
- Clyde Willson : Francis/Butch

Et, parmi les acteurs non crédités :
- Charles Coleman : le maître d'hôtel
- Marjorie Gateson : Mme Desmond Fowler
- Edwin Stanley : un juge
- Charles Trowbridge : Davis, majordome de Daphne
- Charles Wagenheim : un serveur

## André Hardy au cinéma
Créée en 1937, la série des "André Hardy" (Mickey Rooney) fut une mine d'or pour la MGM. Lionel Barrymore interpréta le rôle du juge Hardy dans le premier film de la série. Ce fut ensuite Lewis Stone qui reprit le rôle pour tous les autres films.
- 1937 : Secrets de famille (A Family Affair)
- 1938 : La Famille Hardy en vacances (You’re only Young once)
- 1938 : Les Enfants du Juge Hardy (Judge Hardy’s children)
- 1938 : L'amour frappe André Hardy ((Love finds Andy Hardy)
- 1938 : André Hardy Cow-Boy (Out west with the Hardys)
- 1939 : André Hardy millionnaire (The Hardys ride high)
- 1939 : André Hardy s'enflamme (Andy Hardy gets spring fever)
- 1939 : André Hardy détective (Judge Hardy and son))
- 1940 : André Hardy va dans le monde ((Andy Hardy meets debutante)
- 1940 : La Secrétaire privée d'André Hardy (Hardy’s private secretary)
- 1941 : La vie commence pour André Hardy (Life begins for Andy Hardy)
- 1941 : André Hardy fait sa cour (The courtship of Andy Hardy)
- 1942 : La Double Vie d'André Hardy (Andy Hardy’s double life)
- 1944 : André Hardy préfère les brunes (Andy Hardy's Blonde Trouble)
- 1946 : Peines de cœur (Love Laughs at Andy Hardy)
- 1958 : Le Retour d'André Hardy (Andy Hardy Comes Home)